# De Cock en een variant op moord
De Cock en een variant op moord is het drieëntwintigste deel van de De Cock-serie.

## Verhaal
Archibald Benschop heeft aan het begin van het verhaal een lijk van 90 kilo in zijn kofferbak, waar hij niet van af komt. Zijn opdrachtgever is er niet blij mee. Hij zal weleens laten zien hoe men een lijk wegwerkt.
De recherchekamer van rechercheurs De Cock en Vledder aan het bureau Warmoesstraat krijgt bezoek van de 74-jarige Marlies van Haesbergen. Ze komt de verdwijning melden van het dode lichaam van Heer Vreedenbergh. Ze woont boven zijn kantoor aan de Keizersgracht en heeft nog steeds een sleutel van dat kantoor, waar haar overleden echtgenoot conciërge was. Op een avond, vier dagen geleden, trof ze de directeur van het grote baggerbedrijf dood aan in zijn voorzittersstoel. Ze ging even terug naar haar appartement er boven om politie of dokter te kunnen bellen. Toen ze nog een tweede keer wilde kijken was het lijk weg. De volgende ochtend vroeg ze aan zijn secretaresse wanneer ze Heer Vreedenbergh kon spreken in verband met haar woning? Eerst was het antwoord dat hij op zakenreis was, nu zou hij op vakantie zijn op de Bahama's. De Cock rijdt met Vledder naar het woonadres van de verdwenen baggerdirecteur, de Eeuwigelaan te Bergen.
Ter plekke vinden de rechercheurs de villa afgesloten. De Cock opent de voordeur met het apparaat van Handige Henkie en treft binnen in een bureaulade het paspoort van de verdwenen directeur aan. Ze worden overlopen door butler Johan, die op hoge toon vraagt wat de heren aan het doen zijn? Heer Vreedenbergh is voor enkele weken naar de Bahama’s en kan vandaar rechercheur De Cock in Amsterdam niet anderhalf uur geleden hebben gebeld. Op de terugweg naar Amsterdam besluit De Cock door te rijden naar het café van Smalle Lowietje. De caféhouder spreekt zijn zorg uit over de verdwijning van Archibald Benschop. Zijn moeder Dikke Nel maakt zich grote zorgen. Archibald vroeg onlangs tijdens het kaarten in zijn etablissement waar je het beste een dode kunt begraven!
Op het politiebureau blijkt dat de advocaat van de baggerfirma, mr. Meturovski, een klacht wegens huisvredebreuk heeft ingediend. Dit alles volgens de verklaring van de butler. De Cock vertelt Vledder dat hij niet onder de indruk is. Alleen de verdwenen baggerdirecteur is bevoegd een klacht in te dienen en dat ziet De Cock niet meer gebeuren. Dikke Nel kan de twee rechercheurs niet veel informatie geven. Haar zoon Archibald trok de laatste tijd op met een onbekende man, die hij zelf Buck Jones noemde. Buck en Archibald hebben dezelfde tatoeage laten zetten: een soort ridderzwaard in blauw en rood. Onderweg komen ze een oude bekende tegen, mooie Karel. Op verzoek van Smalle Lowietje vertelt hij De Cock dat hij Archibald gezien heeft. De jongen vroeg hem waar een lijk te begraven. Karel vond de Kennemerduinen wel geschikt.
Bij de recherchekamer zit Xaveria van Breevoorde uit Amersfoort te wachten. Ze is al enige jaren bevriend met Jean-Paul Vreedenbergh en ze hebben een intensieve latrelatie. Hij komt elke vrijdagavond rond zeven uur naar Amersfoort, maar nu dus even niet. Ze vreest dat hij is gegijzeld. De Cock krijgt vlak hierna een tip dat Archibald Benschop een oude boot heeft gekocht met stapels contant geld . Als De Cock en Vledder de boot vinden blijkt het een ideale schuilplaats, inclusief chemisch toilet. Dan komt de melding dat Marlies van Haesbergen gewurgd met een sjaal in haar appartement is gevonden. Schouwarts Dr. Den Koninghe merkt op dat de moordenaar veel kracht heeft gebruikt. Terwijl De Cock en Vledder ter plekke een gesprek voeren, blijken ze al enige tijd beluisterd te worden door directeur Van der Grauw van het baggerbedrijf. Hij biedt een telefoongesprek aan met de verdwenen directeur. Vledder krijgt hem inderdaad een heer met die naam aan de lijn vanuit Bahama's, maar dat bewijst niet veel.
Bij Smalle Lowietje blijkt dat De Cock iets gemist heeft. Hij had mooie Karel gevraagd nog eens met Dikke Nel te gaan praten, maar dat was een mal advies. Karel wilde onlangs Nel wurgen met een sjaal en toen heeft Nel een schaar in zijn rug gestoken. Verder heeft Karel helemaal niet onlangs in de gevangenis te Den Haag gezeten. Hij zat op een landgoed in Ierland als huisbewaarder. Xaveria van Breevoorde geeft desgevraagd de naam: ‘Thundering Heights’, eigendom van Jean-Paul. De beheerder heet Koperman, die De Cock beter kent als ‘Mooie Karel’. De Cock gaat de confrontatie aan met de huisarts van Jean-Paul, dokter Haanstra. Laatstgenoemde bevestigd de zwakke gezondheid en de vakantieplannen van de directeur. Op het politiebureau meldt zich Henri Middelkoop, een collega van directeur Van der Grauw. Laatstgenoemde is drie jaar in dienst, Henri 25 jaar, maar Jean-Paul is de onbetwiste topman en grootaandeelhouder. Mocht hij overlijden, dan is Xaveria zijn enige erfgenaam bij testament.
Dikke Nel komt vertellen dat Tattoo Peter dezelfde afbeelding heeft gekerfd op haar Archibald als op Mooie Karel, die eerder doorging voor Buck Jones en de zoon is van Mathilde Koperman. Vervolgens wordt ook huisarts Haanstra gewurgd met een sjaal gevonden. Vledder vindt op de plaats delict een half beschreven patiëntenkaart. “K.Ko”. Smalle Lowietje meldt in een geschreven briefje dat Mooie Karel zich schuilhoudt in de Zaanstraat, met een vuurrode BMW voor de deur. De Cock laat zich opnieuw naar de beeldschone Xaveria in Amersfoort rijden. Daar krijgt hij informatie over directeur Van der Grauw die onlangs woedend bij Xaveria het testament kwam aanvechten. Hij neemt een tropenshirt van Jean-Paul mee, waarin hij in het buitenland altijd bosjes duizend dollar biljetten stopte om aan beslissers uit te delen. Bij afscheid raadt De Cock haar aan om rouwkleding te kopen. Terug in Amsterdam dient Dick Vledder het bevolkingsregister uit te spitten van Mathilde Koperman. Zelf gaat De Cock op bezoek bij notaris Van Suchteren van het testament. Daarna wil hij in goed overleg met de officier van justitie een val opzetten. Zes rechercheurs en drie snelle politiewagens achtervolgen een zwarte Cadillac en een rode BMW naar de Kennemerduinen. Twee mannen gaan scheppen. Maar een van hen trekt een pistool en schiet de ander neer. En daar had De Cock dan weer niet in voorzien.
Op de afsluitende nabespreking bij De Cock thuis meldt zich alleen Dick Vledder. De rechercheurs Prins, Rijpkema, Klaver en Kuiper konden zich niet vrijmaken. Bij de justitiële opgraving in de Kennemerduinen lagen volgens Vledder Archibald en Jean-Paul naast elkaar. Archibald met een nekschot. Maar de lijkschouwer uit Haarlem was er vrijwel van overtuigd dat Heer Vreedenbergh een natuurlijke dood was gestorven. De Cock vertelt op zijn beurt dat mooie Karel in het ziekenhuis is overleden. Hij heeft aan de grijze rechercheur de moord op Archibald en Marlies bekend. Maar dokter Haanstra is door zijn halfbroer vermoord, butler Johan. Mevrouw de Cock krijgt van Dick Vledder uitleg waarom de twee broers teruggingen naar de plaats delict en daar gingen schatgraven. Op televisie was een opsporingsbericht uitgezonden. Heer Vreedenbergh werd sinds enige tijd vermist. Getoond werd zijn paspoort en een tropenhemd, waar bijna 1 miljoen dollar in zou zitten. Directeur Van der Grauw was bezig met een complot. Hij wilde de baggeronderneming overnemen. Daartoe bracht hij Jean-Paul in contact met Xaveria en zorgde hij voor een baan voor butler Johan. Xaveria speelde echter haar eigen spel en ging er met het testament aan de haal. Van der Grauw bedacht een plan B. Gijzeling van Jean-Paul en de baggeronderneming betaalt miljoenen aan de gijzelnemers. Archibald, een timmerman, werd ingeschakeld en vertimmerde een oude boot. Plan B viel in het water door gebeurtenis C. Jean-Paul Vreedenbergh stierf op een avond, zittend in zijn voorzittersstoel op zijn kantoor, een natuurlijke dood. Van der Grauw kwam toen met een merkwaardige variant op moord. De dode directeur zou oneindig verder gaan leven op het uitgestrekte eilandenrijk de Bahama's. De rest is simpel te begrijpen. Archibald klungelde met een lijk en werd geliquideerd. Marlies was een lastige getuige en moest dood. Dokter Haanstra wilde ook niet langer zwijgen. De directieleden Van der Grauw en Middelkoop zijn inmiddels door De Cock gearresteerd. Butler Johan heeft een volledige bekentenis afgelegd. De Cock wist al die tijd al dat hij het lijk van Jean-Paul moest vinden om tot een oplossing te geraken. In zijn loopbaan heeft hij nooit zo intens naar een lijk verlangd!

## Voetnoten
1. ↑  Ze werden al lang niet meer gedrukt, 100 dollar is de hoogste coupure